# Enrico Maaßen
Enrico Maaßen (Wismar, Alemania Occidental; 10 de marzo de 1984) es un exfutbolista y entrenador alemán. Actualmente dirige al St. Gallen.

## Trayectoria

### Como jugador
Formado en las inferiores del FC Anker Wismar de su ciudad natal, Maaßen jugó como centrocampista en clubes del ascenso y amateurismo alemán. Se retiró en 2014 a los 30 años luego de una grave lesión de rodilla.

### Como entrenador
Tras su retiro como futbolista en 2014, fue nombrado entrenador de su último equipo el SV Drochtersen/Assel.
El 12 de junio de 2020, firmó como entrenador del Borussia Dortmund II. En el Dortmund ganó el ascenso a la 3. Liga en 2021.
En junio de 2022, se unió al F. C. Augsburgo. Logró la permanencia en la Bundesliga en su primera temporada al mando del equipo alemán, pero fue despedido poco después de iniciar su segundo curso en el club debido a los malos resultados.
El 8 de junio de 2024, fue oficializado como entrenador del St. Gallen hasta 2027.

## Clubes

### Como jugador
| Club                 | País     | Año       |
| -------------------- | -------- | --------- |
| FC Anker Wismar      | Alemania | 2003-2005 |
| Hansa Rostock II     | Alemania | 2005-2006 |
| Greifswalder SV      | Alemania | 2006-2007 |
| SC Verl              | Alemania | 2007-2009 |
| Goslarer SC          | Alemania | 2009-2011 |
| SV Drochtersen/Assel | Alemania | 2011-2014 |

### Como entrenador
| Club                 | País     | Año           |
| -------------------- | -------- | ------------- |
| SV Drochtersen/Assel | Alemania | 2014-2018     |
| SV Rödinghausen      | Alemania | 2018-2020     |
| Borussia Dortmund II | Alemania | 2020-2022     |
| FC Augsburgo         | Alemania | 2022-2023     |
| St. Gallen           | Suiza    | 2024-presente |

## Palmarés

### Títulos nacionales
| Título            | Club                 | País     | Año     |
| ----------------- | -------------------- | -------- | ------- |
| Regionalliga West | SV Rödinghausen      | Alemania | 2019-20 |
| Regionalliga West | Borussia Dortmund II | Alemania | 2020-21 |